# Costillas falsas
Las costillas falsas (también costilla fornacina) están unidas en la parte posterior a las vértebras dorsales. Esta unión está reforzada por un cartílago costal.
Existen siete pares de costillas verdaderas en la caja torácica. Se denominan así porque se articulan con el esternón en la parte anterior.
Los tres pares de costillas inferiores de las costillas verdaderas se denominan costillas falsas, ya que no se articulan directamente con el esternón. Las octavas, novenas y décimas se unen en la séptima mediante tejido cartilaginoso. Los dos últimos pares de costillas se llaman flotantes, pues no se unen en la parte anterior con ninguna costilla ni con el esternón.

## Costillas

### Primera costilla falsa
Es la octava y la primera al unirse a la séptima costilla y no directamente en el esternón; debido a la unión cartilaginosa que hay entre esta y la séptima.

### Segunda costilla falsa
Es la novena al unirse a la columna vertebral y la segunda costilla que se une al grupo de las costillas falsas. Se une por debajo de la primera falsa y comparte espacio en la unión de esta.

### Tercera costilla falsa
Es la décima. Esta en especial se le puede considerar una "flotante" debido a que no se une con las otras primeras dos, pero pertenece a este grupo debido a su cercanía con el esternón a causa de que las últimas dos están muy retiradas y permanecen suspendidas solo con su única unión a sus respectivas vértebras.